# Shenasnameh
 (février 2019).
Le shenasnameh en Iran est un document d'identité sous forme de livret établi pour les citoyens iraniens à la naissance. Il fut pendant longtemps l'unique pièce d'identité du pays. Les Iraniens possèdent depuis 2015, en plus du shenasnameh, une carte d'identité.
Au Tadjikistan, le shenasnameh peut aussi désigner le passeport.
L'Organisation du registre de l’État (اسناد هویتی در ایران (fa)) est tenu de délivrer un shenasnameh à tout citoyen iranien.
Pour participer aux élections, il est indispensable d'avoir un shenasnameh.
Selon la loi du 8 janvier 1985, la page de couverture et la première page du shenasnameh portent le logo de la République islamique d'Iran.

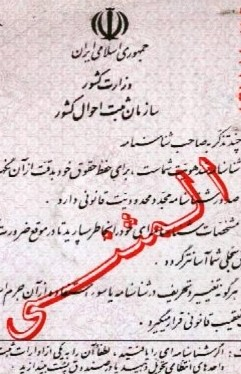
Tampon almossana

Lorsqu'un citoyen iranien perd son shenasnameh, un tampon avec la mention « duplicata » (en persan : المثنی, romanisé en almossana) est apposé au milieu de chaque page du nouvel exemplaire et une nouvelle date de délivrance est imprimée. Cela signifie que ce shenasnameh n'est pas celui d'origine de la personne. Un shenasnameh non original garantie les données civiles (acte de naissance) de son détenteur mais ne permet pas, à l'inverse d'un shenasnameh original, d'assurer l'exactitude de ses données matrimoniales et de descendance.

## Historique
Le premier shenasnameh iranien (qui s'appelait alors Segel) a été émis pendant la période Qajar le 25 décembre 1918 pour une fille nommée Fatima Persia.

## Informations incluses dans le Shenasnameh
Le shenasnameh doit contenir les informations suivantes : 

### Informations sur le propriétaire du document
- Nom, prénom et sexe[4]
- Photo scannée[4]
- Empreinte digitale[4]
- Numéro du shenasnameh[4]
- Code national
- Date de naissance : jour, mois et année exprimé dans le calendrier solaire iranien et le calendrier lunaire musulman[4]
- Lieu de naissance[4]
- Nom du père et nom de la mère[4]
- Numéro du shenasnameh ou de la carte d'identité des parents[4]
- Lieu de naissance des parents[4]
- Lieu d'enregistrement du mariage et profil du conjoint si marié, et lieu du divorce si divorcé[4]
- Noms de ses enfants ainsi que leurs dates et lieux de naissance[4]
- Date du décès (le shenasnameh est alors perforé avant d'être rendue à la famille)[4]

### Informations supplémentaires dans le document
- Numéro du shenasnameh[4]
- Date de délivrance: jour, mois et année exprimé dans le Calendrier solaire iranien[4]
- Lieu de délivrance[4]
- Prénom et nom et signature du responsable du bureau de délivrance[4]
- Changement de prénom et/ou nom de famille[4]
- Empreinte digitale lors d'un vote[4]

## Édition du shenasnameh
Selon la loi, seules les institutions suivantes sont autorisées à ajouter des éléments au shenasnameh: 
- Organisation du Registre de l'État[4]
- Bureaux officiels des documents de mariage et de divorce[4]
- Représentants du gouvernement de la République islamique d'Iran à l'étranger[4]
- Bureau d'identification de la police[4]
- Police internationale[4]
- Administration électorale du ministère de l'Intérieur[4]

## Révocation
Le shenasnameh est annulé si le citoyen abandonne sa nationalité iranienne ou lorsqu'il décède.